# Concurso de recortes

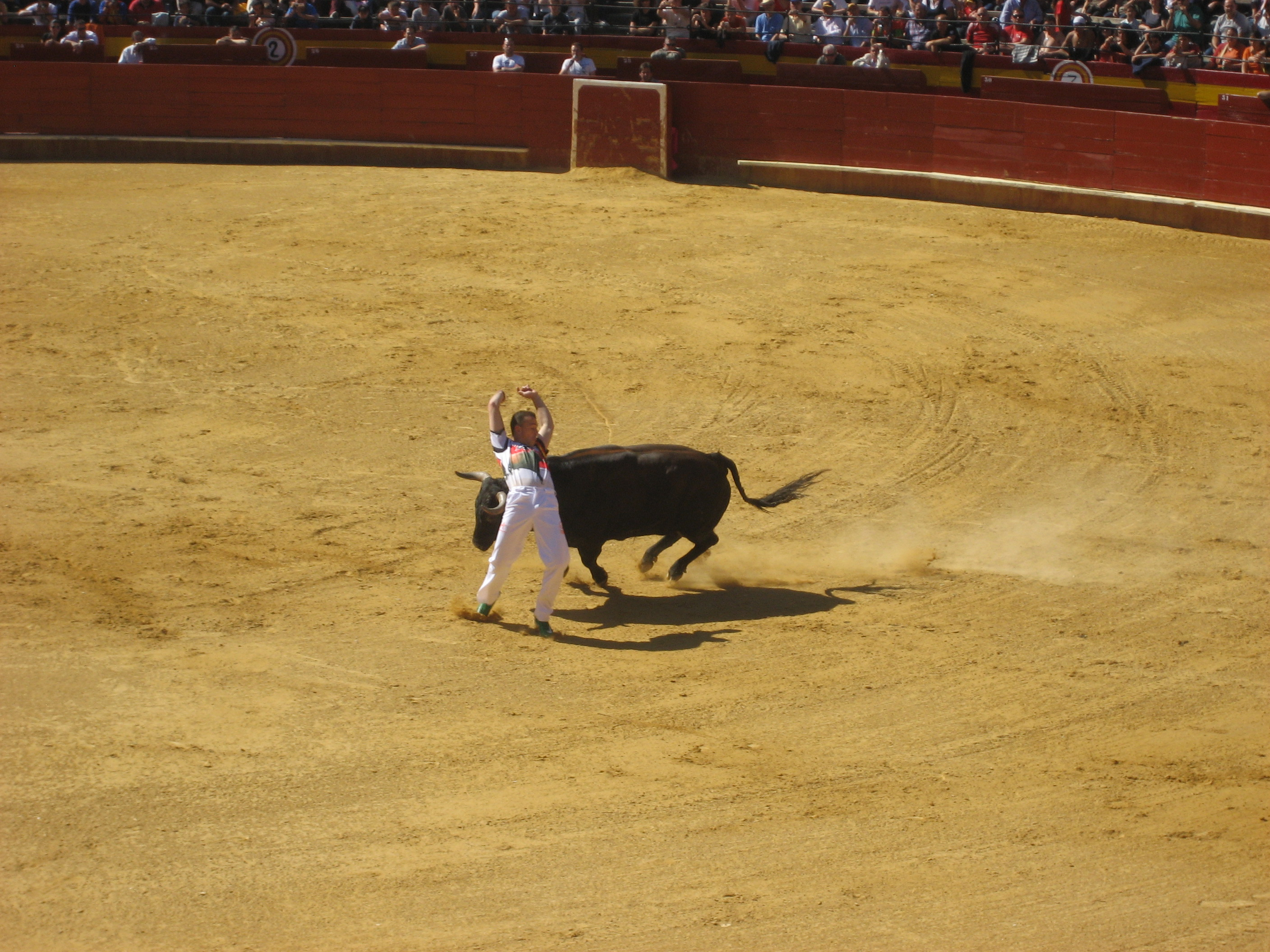
"Concurso nacional de recortadores", Valencia 5th Oct 2008.

El concurso de recortes es un espectáculo taurino donde los participantes se enfrentan a varios toros o vaquillas, por turnos, y realizan toda clase de recortes, saltos y quiebros sobre el animal, con la finalidad de engañar al toro en el último momento y arriesgar al máximo para llevarse el trofeo. Esta rama de la Tauromaquia proviene de la Taurocatapsia del Bronce Minoico, origen de la cultura antigua mediterránea.

## Técnica

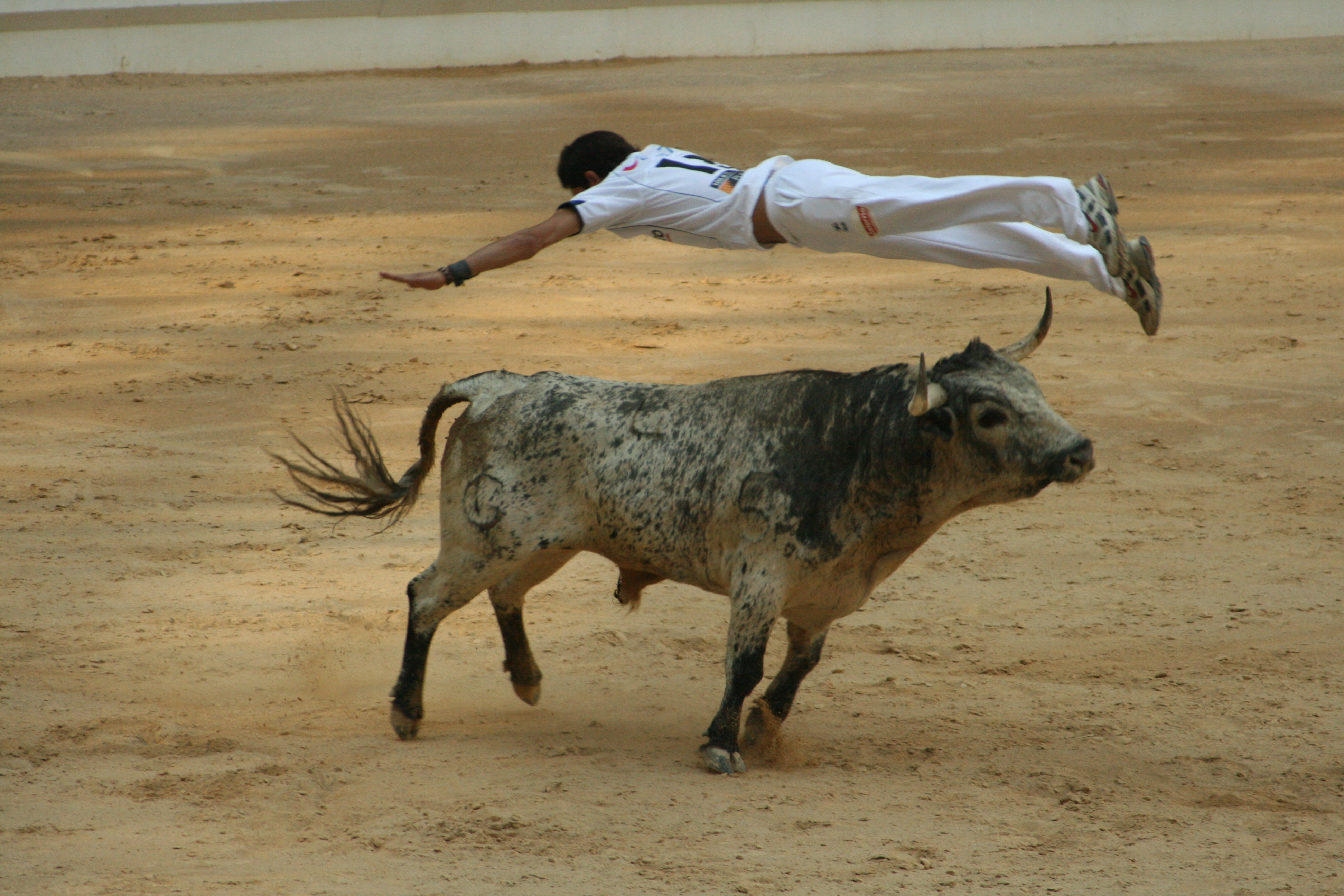
Recorte sobre un toro - 2008

El mejor corte, siempre es el que al paso del toro el torero permanece más tiempo parado tras haber realizado el quiebro, y la salida siempre airosa, sin apenas correr o andando. 
El quiebro se puede realizar a pie quieto, esperando la embestida del toro y quebrarle, o también a la carrera, saliendo al encuentro con el toro, y en el cruce realizar el quiebro.

## Clases de suertes

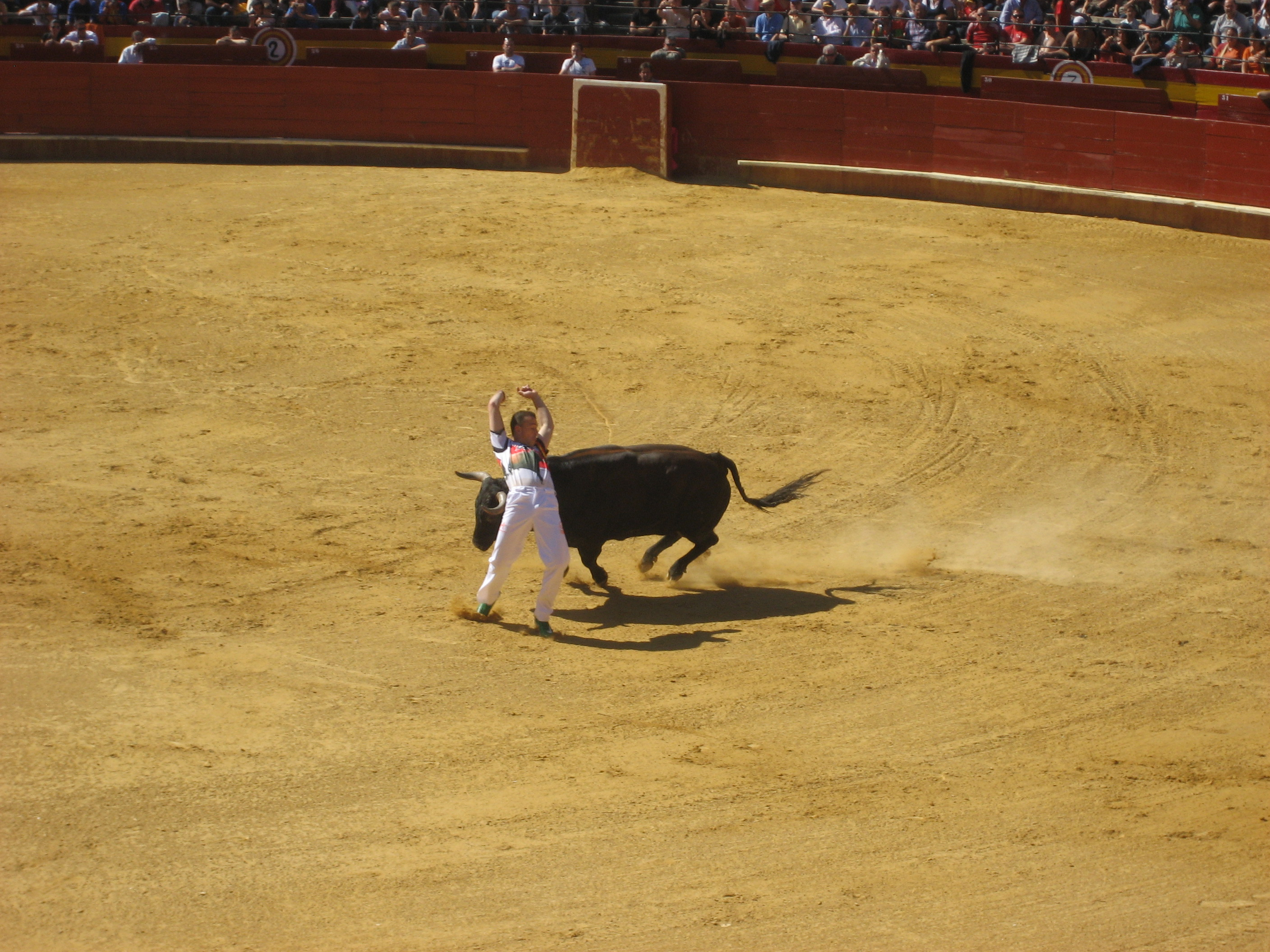
Recortador durante el III concurso nacional de recortes (Valencia, 2008).

- Recorte o Corte (en Castilla y León y Norte de España): Llamar al toro de frente, salir al encuentro y cortarle el viaje ganándole la cara y saliendo de espaldas.
- Quiebro: Llamar al toro de frente, aguantar su llegada y engañarle con un movimiento de cintura.
- Salto: Pasar por encima del animal. Existen diferentes tipos de saltos como pueden ser el salto del ángel, a pies juntos, el tirabuzón o el mortal entre otros.[1][2]

### Recortes
El recorte es el tipo de suerte en la cual se llama al toro de frente y corres haciendo un arco dejando llegar al toro hacia el participante, pasando por delante de él lo más cerca posible de su cuerpo. Quien más cerca pase las astas del toro por su cuerpo, y con más elegancia y desplante se haga, más valor se considerará haber demostrado.

#### Tipos de recortes
- Recorte de riñones: Recorte en el cual pasan las astas del toro por los riñones del recortador, dando este la espalda al animal.

- Recorte castellano: Recorte en el cual se pasa por delante de la cara del animal dándole el pecho al toro, poniéndole la mano en la testud o los pitones. También se le llama de poder a poder.

### Quiebro
En el quiebro se cita al animal y se le espera al máximo engañándolo con un suave movimiento de cintura.Tipos de quiebros:
- Quiebro normal
- Quiebro de espaldas
- Quiebro de rodillas
- Quiebro de rodillas y de espaldas al toro
- Reverso
- Reverso de rodillas
- Quiebro Vascolandes
- Quiebro de la moviola o paso para delante
- Quiebro del estribo
- Quiebro del borracho
- Quiebro con pañuelo
- Quiebro de la silla
- Quiebro al alimón

### Salto
Hay varios tipos de saltos:
- Salto del ángel.
- Salto a pies juntos.
- Salto con garrocha.
- Salto al tirabuzón.
- Mortal.
- Barani.
- Salto de rana

## Modalidades del concurso
- Concurso de Recorte Libre: espectáculo taurino donde los participantes se enfrentan a varios toros, por turnos, y realizan toda clase de recortes, saltos y quiebros sobre el animal, con la finalidad de engañar al toro en el último momento y arriesgar al máximo para llevarse el trofeo.
- Concurso de Cortes: Espectáculo con formato igual al anterior en donde los participantes solo podrán realizar recortes. Muy arraigado en la zona de Castilla y León.
- Concurso de Recortadores con anillas: espectáculo donde los recortadores suelen competir por parejas, frente al toro o vaquilla asignado por sorteo, con el objetivo de colocarle anillas en las astas o pitones al animal. Resulta vencedora la pareja que más anillas coloca en el período de tiempo asignado (habitualmente, tres minutos). Esta suerte taurina es habitual en toda la ribera del Ebro, desde La Rioja hasta el Delta, pasando por Navarra y Aragón. También tiene gran aceptación en Madrid y Valencia, de donde proceden buena parte de los recortadores más destacados.

## Certámenes de recortadores más importantes
Por su prestigio e importancia algunos de los certámenes de recortadores más importantes del panorama son:
- Concurso Nacional de Cortes de Medina del Campo (Valladolid)[3]
- Liga nacional del Corte Puro, cuya final se celebra en la plaza de toros de Valladolid[4]
- Campeonato de España de recortadores, cuya final se celebra en Las Ventas (Madrid)[5]
- Campeonato de recortadores de Fallas en Valencia[6]
- Campeonato de recortadores de El Pilar en Zaragoza[7]
- Campeonato de recortadores de La Magdalena en Castellón[8]

## Campeones de España de recortadores

### Campeonato de España de recortadores
Se celebró el concurso nacional de recortes en la Plaza de Toros de Las Ventas (Madrid) del año 2003 al 2011. En el año 2012 el Concurso Nacional de Recortadores se traslada a la plaza de toros de Zaragoza. En 2018 y 2019 se celebró en Madrid 
| Ed.  | Año. | Ganador                       | Localidad       | CCAA                              | 2º Clasificado             | Localidad        | CCAA                              | Referencias |
| ---- | ---- | ----------------------------- | --------------- | --------------------------------- | -------------------------- | ---------------- | --------------------------------- | ----------- |
| I    | 2003 | Sergio Delgado                | Chinchón        | Bandera de la Comunidad de Madrid | El Nano                    | Arganda del Rey  | Bandera de la Comunidad de Madrid | [ 9 ]       |
| II   | 2004 | Rubén Palomino                | Cuenca          | Castilla-La Mancha                | César Palacios             | Almazora         |                                   | [ 10 ]      |
| III  | 2005 | Sergio Delgado                | Chinchón        | Bandera de la Comunidad de Madrid | El Chato                   | Morata de Tajuña | Bandera de la Comunidad de Madrid | [ 11 ]      |
| IV   | 2006 | Jesús Sanz "El Parri"         | La Parrilla     |                                   | El Chispa                  | Valdilecha       | Bandera de la Comunidad de Madrid | [ 12 ]      |
| V    | 2007 | Sergio Delgado                | Chinchón        | Bandera de la Comunidad de Madrid | Jesús Sanz "El Parri"      | La Parrilla      |                                   | [ 13 ]      |
| VI   | 2008 | Sergio Delgado                | Chinchón        | Bandera de la Comunidad de Madrid | Julián Gómez Carpio        | Morata de Tajuña | Bandera de la Comunidad de Madrid | [ 14 ]      |
| VII  | 2009 | Rubén Monzón                  | Arganda del Rey | Bandera de la Comunidad de Madrid | Sergio Redondo             | Arganda del Rey  | Bandera de la Comunidad de Madrid | [ 15 ]      |
| VIII | 2010 | Rubén Fernández Cuatio        | Arganda del Rey | Bandera de la Comunidad de Madrid | Julián Gómez Carpio        | Morata de Tajuña | Bandera de la Comunidad de Madrid | [ 16 ]      |
| IX   | 2011 | Rubén Fernández Cuatio        | Arganda del Rey | Bandera de la Comunidad de Madrid | Daniel Alonso              | Vezdemarbán      |                                   | [ 17 ]      |
| X    | 2012 | El Peta                       | Arganda del Rey | Bandera de la Comunidad de Madrid | Sergio Delgado             | Chinchón         | Bandera de la Comunidad de Madrid | [ 18 ]      |
| XI   | 2013 | Jonathan Estébanez El Peta    | Arganda del Rey | Bandera de la Comunidad de Madrid | Andrés Civera              | Sagunto          |                                   | [ 19 ]      |
| XII  | 2014 | Dani Alonso                   | Vezdemarbán     |                                   | Jonathan Estébanez El Peta | Arganda del Rey  | Bandera de la Comunidad de Madrid | [ 20 ]      |
| XII  | 2015 | Alberto Cozar                 | Yeste           | Castilla-La Mancha                | El Peta                    | Arganda del Rey  | Bandera de la Comunidad de Madrid | [ 21 ]      |
| XIV  | 2016 | Use                           | La Seca         |                                   | Cristian Blanco            | Vall D´Uixo      |                                   | [ 22 ]      |
| XV   | 2017 | Eusebio Sacristán, "Use"      | La Seca         |                                   | El Poca                    | Vall D´Uixo      |                                   | [ 23 ]      |
| XVI  | 2018 | Eusebio Sacristán, "Use"      | La Seca         |                                   | El Peta                    | Arganda del Rey  | Bandera de la Comunidad de Madrid | [ 24 ]      |
| XVII | 2019 | Jonathan Estebánez, "El Peta" | Arganda del Rey | Bandera de la Comunidad de Madrid | Guindi                     | La Pedraja       |                                   | [ 25 ]      |

### Liga Nacional del Corte Puro
Tabla con los campeones de la Liga Nacional del Corte Puro, cuya final se celebra cada año en Valladolid. Aunque la competición de la Liga Nacional del Corte Puro empezó en el año 2006 en su 1.ª edición en los años anteriores también se celebraban concursos.
| Ed.  | Año. | Ganador                     | Localidad         | CCAA                              | 2º Clasificado              | Localidad         | CCAA                              | Referencia |
| ---- | ---- | --------------------------- | ----------------- | --------------------------------- | --------------------------- | ----------------- | --------------------------------- | ---------- |
|      | 2005 | Jesús Sanz "Parri"          | La Parrilla       |                                   |                             |                   |                                   |            |
| I    | 2006 | Enrique de Frutos           | Mojados           |                                   | El Parri                    | La Parrilla       |                                   |            |
| II   | 2007 | José Carlos Corpa           | Carabanchel       | Bandera de la Comunidad de Madrid | Víctor Holgado              | Vezdemarbán       |                                   |            |
| III  | 2008 | Víctor Holgado              | Vezdemarbán       |                                   | M. A. Maestre "Pirri"       | Castronuño        |                                   |            |
| IV   | 2009 | M. A. Maestre "Pirri"       | Castronuño        |                                   | José Méndez "El Moro"       | Arganda del Rey   | Bandera de la Comunidad de Madrid |            |
| V    | 2010 | Alejandro García "Pajarito" | Medina de Rioseco |                                   | Rúben Sánchez               | Valladolid        |                                   |            |
| VI   | 2011 | Daniel Alonso               | Vezdemarbán       |                                   | Víctor Holgado              | Vezdemarbán       |                                   |            |
| VII  | 2012 | Víctor Holgado              | Vezdemarbán       |                                   | Alejandro García "Pajarito" | Medina de Rioseco |                                   |            |
| VIII | 2013 | Cristian Moras              | Medina del Campo  |                                   | El Peta                     | Arganda del Rey   | Bandera de la Comunidad de Madrid |            |
| IX   | 2014 | Zorrillo                    | Arévalo           |                                   |                             |                   |                                   |            |
| X    | 2015 | Cristian Moras              | Medina del Campo  |                                   |                             |                   |                                   |            |
| XI   | 2016 | Use                         | La Seca           |                                   |                             |                   |                                   |            |
| XII  | 2017 | Guindi                      | La Pedraja        |                                   | Use                         | La Seca           |                                   |            |
| XIII | 2018 | Guindi                      | La Pedraja        |                                   | Ángel Pitarque              | Hijar             |                                   |            |
| XIV  | 2019 | Zorrillo                    | Arévalo           |                                   | Javi Daganzo                | Arganda del Rey   | Bandera de la Comunidad de Madrid |            |

XV
2022
José María Carreras Misu
Vall D’Uixó

### Concurso de recorte libre de Zaragoza
Tabla con los campeones del concurso de recorte libre de Zaragoza. Se celebra durante la feria de El Pilar y su celebración suele ser en la mañana del día 12 de octubre.
| Ed.  | Año. | Ganador                | Localidad             | CCAA                              | 2º Clasificado         | Localidad           | CCAA                              |
| ---- | ---- | ---------------------- | --------------------- | --------------------------------- | ---------------------- | ------------------- | --------------------------------- |
| I    | 2000 | Javier Calleja         | Carpio del Campo      |                                   |                        |                     |                                   |
| II   | 2001 | El Nano                | Arganda del Rey       | Bandera de la Comunidad de Madrid | Abraham Herranz Armada | Nava de la Asunción |                                   |
| III  | 2002 | Sergio Delgado         | Chinchón              | Bandera de la Comunidad de Madrid |                        |                     |                                   |
| IV   | 2003 | El Chato               | Morata de Tajuña      | Bandera de la Comunidad de Madrid |                        |                     |                                   |
| V    | 2004 | Javi Campos            | Massamagrell          |                                   |                        |                     |                                   |
| VI   | 2005 | Asier González         | Tafalla               |                                   | Jesús Sanz "El Parri"  | La Parrilla         |                                   |
| VII  | 2006 | Jesús Sanz "El Parri"  | La Parrilla           |                                   | Javier Romero "Tavi"   | Teruel              |                                   |
| VIII | 2007 | Sergio Delgado         | Chinchón              | Bandera de la Comunidad de Madrid | Alejandro García       | Medina de Rioseco   |                                   |
| IX   | 2008 | Rubén Fernández Cuatio | Arganda del Rey       | Bandera de la Comunidad de Madrid | Alejandro García       | Medina de Rioseco   |                                   |
| X    | 2009 | David Cortes           | Alabate del Arzobispo |                                   | El Chispa              | Valdilecha          | Bandera de la Comunidad de Madrid |
| XI   | 2010 | Josele                 | Peñalver              | Castilla-La Mancha                | El Chipu               | Arganda del Rey     | Bandera de la Comunidad de Madrid |
| XII  | 2011 | Josele                 | Peñalver              | Castilla-La Mancha                | El Peta                | Arganda del Rey     | Bandera de la Comunidad de Madrid |
| XIII | 2012 | El Peta                | Arganda del Rey       | Bandera de la Comunidad de Madrid | Sergio Delgado         | Chinchón            | Bandera de la Comunidad de Madrid |
| XIV  | 2013 | El Peta                | Arganda del Rey       | Bandera de la Comunidad de Madrid | Andrés Civera          | Sagunto             |                                   |
| XV   | 2014 | Dani Alonso            | Vezdemarbán           |                                   | El Peta                | Arganda del Rey     | Bandera de la Comunidad de Madrid |
| XVI  | 2015 | Alberto Cozar          | Yeste                 | Castilla-La Mancha                | El Peta                | Arganda del Rey     | Bandera de la Comunidad de Madrid |
| XVII | 2016 | Use                    | La Seca               |                                   | Cristian Blanco        | Vall D´Uixo         |                                   |

### Concurso Nacional de Cortes de Medina del Campo
Es el concurso de recortadores más antiguo, debido a que se instauró en el año 1981. Se celebra cada año en Medina del Campo (Valladolid). El nombre tradicional que recibe este concurso es el de "Campeonato Nacional de Cortes de Novillos de Medina del Campo"
| Ed.    | Año. | Ganador                  | Localidad        | CCAA                              | 2º Clasificado              | Localidad           | CCAA                              |
| ------ | ---- | ------------------------ | ---------------- | --------------------------------- | --------------------------- | ------------------- | --------------------------------- |
| XVIII  | 1998 | Joaquín Grana "Chino"    | Boecillo         |                                   |                             |                     |                                   |
| XIX    | 1999 | Julián Álvarez "Botones" | Medina del Campo |                                   |                             |                     |                                   |
| XX     | 2000 | Juan Manuel Lázaro       | Medina del Campo |                                   |                             |                     |                                   |
| XXI    | 2001 | Jaime Hernández          | Cubo del Vino    |                                   |                             |                     |                                   |
| XXII   | 2002 | Luis Manuel Sánchez      | Carpio del Campo |                                   |                             |                     |                                   |
| XXIII  | 2003 | José Carlos Corpa        | Carabanchel      | Bandera de la Comunidad de Madrid |                             |                     |                                   |
| XXIV   | 2004 | Luis Manuel Sánchez      | Carpio del Campo |                                   | Abraham Herranz             | Nava de la Asunción |                                   |
| XXV    | 2005 | Luis Manuel Sánchez      | Carpio del Campo |                                   | Jesús Sánz "El Parri"       | La Parrilla         |                                   |
| XXVI   | 2006 | Jesús Sánz "El Parri"    | La Parrilla      |                                   | Carlos Rodríguez            | Arroyo de Cuellar   |                                   |
| XXVII  | 2007 | Jesús Sánz "El Parri"    | La Parrilla      |                                   |                             |                     |                                   |
| XXVIII | 2008 | Víctor Holgado           | Vezdemarbán      |                                   | Sergio Delgado              | Chinchón            | Bandera de la Comunidad de Madrid |
| XXIX   | 2009 | Josele                   | Peñalver         | Castilla-La Mancha                | Víctor Holgado              | Vezdemarbán         |                                   |
| XXX    | 2010 | Víctor Holgado           | Vezdemarbán      |                                   | Ander García                | Peñafiel            |                                   |
| XXXI   | 2011 | Daniel Alonso            | Vezdemarbán      |                                   | Alejandro García "Pajarito" | Medina de Rioseco   |                                   |
| XXXII  | 2012 | El Pirri                 | Castronuño       |                                   | Sergio de las Heras         | Tudela de Duero     |                                   |
| XXXIII | 2013 | El Peta                  | Arganda del Rey  | Bandera de la Comunidad de Madrid | Dani Alonso                 | Vezdemarbán         |                                   |
| XXXIV  | 2014 | Dani Alonso              | Vezdemarbán      |                                   | Cristian Moras              | Medina del Campo    |                                   |

### Concurso de Fallas de Valencia
| Ed.   | Año. | Ganador                     | Localidad         | CCAA                              | 2.º Clasificado        | Localidad        | CCAA                              | Referencias |
| ----- | ---- | --------------------------- | ----------------- | --------------------------------- | ---------------------- | ---------------- | --------------------------------- | ----------- |
| VII   | 2002 | El Rata                     | Burriana          |                                   |                        |                  |                                   | [ 27 ]      |
| VIII  | 2003 | El Blanco                   | Massamagrell      |                                   |                        |                  |                                   | [ 28 ]      |
| IX    | 2004 | El Rata                     | Burriana          |                                   |                        |                  |                                   | [ 27 ]      |
| X     | 2005 | El Blanco                   | Massamagrell      |                                   | El Chato               | Morata de Tajuña | Bandera de la Comunidad de Madrid | [ 28 ]      |
| XI    | 2006 | César Palacios              | Almazora          |                                   | Sergio Delgado         | Chinchón         | Bandera de la Comunidad de Madrid |             |
| XII   | 2007 | Jesús Sanz "El Parri"       | La Parrilla       |                                   | Javier Romero "Tavi"   | Teruel           |                                   |             |
| XIII  | 2008 | Alejandro García "Pajarito" | Medina de Rioseco |                                   | Jorge Cervera          | Bugarra          |                                   |             |
| XIV   | 2009 | Sergio Delgado              | Chinchón          | Bandera de la Comunidad de Madrid | Rubén Fernández Cuatio | Arganda del Rey  | Bandera de la Comunidad de Madrid |             |
| XV    | 2010 | David Casarin               | Mont de Marsan    | Bandera de Francia                | Rubén Fernández Cuatio | Arganda del Rey  | Bandera de la Comunidad de Madrid |             |
| XVI   | 2011 | Conrado Ortiz               | Cuenca            | Castilla-La Mancha                | Javi López "Glandu"    | Puçol            |                                   |             |
| XVII  | 2012 | Sergio Delgado              | Chinchón          | Bandera de la Comunidad de Madrid | Antonio Ojeda          | Cuart de Poblet  |                                   |             |
| XVIII | 2013 | Sergio Delgado              | Chinchón          | Bandera de la Comunidad de Madrid | Pedro Pulido           | Xirivella        |                                   |             |

### Concurso Nacional de Recortes de Castellón
| Ed.  | Año. | Ganador             | Localidad                | CCAA                              | 2.º Clasificado        | Localidad             | CCAA                              |
| ---- | ---- | ------------------- | ------------------------ | --------------------------------- | ---------------------- | --------------------- | --------------------------------- |
| I    | 2000 | El Blanco           | Massamagrell             |                                   |                        |                       |                                   |
| II   | 2001 | Raúl Tauste         | Onda                     |                                   |                        |                       |                                   |
| III  | 2002 | Juan Manuel Lázaro  | Medina del Campo         |                                   |                        |                       |                                   |
| IV   | 2003 | Sergio Delgado      | Chinchón                 | Bandera de la Comunidad de Madrid |                        |                       |                                   |
| V    | 2004 | César Palacios      | Almazora                 |                                   |                        |                       |                                   |
| VI   | 2005 | César Palacios      | Almazora                 |                                   |                        |                       |                                   |
| VII  | 2006 | El Rata             | Burriana                 |                                   | César Palacios         | Almazora              |                                   |
| VIII | 2007 | El Rata             | Burriana                 |                                   |                        |                       |                                   |
| IX   | 2008 | Pedro Imaz          | Fuentesaúco              |                                   | César Palacios         | Almazora              |                                   |
| X    | 2009 | Yon Ander           | Quintanilla de la Serena |                                   | Raúl Robles            | Almazora              |                                   |
| XI   | 2010 | El Peta             | Arganda del Rey          | Bandera de la Comunidad de Madrid | Isaac Álvarez          | Castellón             |                                   |
| XII  | 2011 | Javi López "Glandu" | Puçol                    |                                   | Rubén Fernández Cuatio | Arganda del Rey       | Bandera de la Comunidad de Madrid |
| XII  | 2012 | Conrado Ortiz       | Torrejoncillo del Rey    | Castilla-La Mancha                | Josele                 | Peñalver              | Castilla-La Mancha                |
| XIII | 2013 | Sergio Delgado      | Chinchón                 | Bandera de la Comunidad de Madrid | Conrado Ortiz          | Torrejoncillo del Rey | Castilla-La Mancha                |